# 佐藤哲也 (物理学者)
佐藤 哲也（さとう てつや、1939年 - ）は、日本の理論物理学者。核融合・プラズマを専門分野とする。京都大学工学部を卒業。兵庫県立大学シミュレーション学研究科研究科長を務める。地球シミュレータセンターのセンター長を務めた。

## 経歴
- 1963年3月 京都大学工学部電子工学科卒業
- 1967年6月 京都大学理学部助手（物理第一教室）
- 1970年1月 京都大学工学博士 論文の題は「Nonlinear study of cross-field plasma instability and its applications to ionospheric irregularities（非線形クロス・フィールド・プラズマ不安定波動の研究とその電離層擾乱への応用）」[2]。
- 1974年7月 東京大学理学部講師（地球物理研究施設）
- 1976年4月 東京大学理学部助教授（地球物理研究施設）
- 1980年8月 広島大学教授（核融合理論研究センター）
- 1988年4月 名古屋大学核融合研究所（仮称）創設準備室教授（併任）
- 1989年5月 核融合科学研究所教授 理論・シミュレーション研究センター長
- 1991年4月 総合研究大学院大学数物科学研究科教授（併任）
- 1995年
  - 4月 核融合科学研究所企画調整官（併任）
  - 10月 名古屋大学大学院理学研究科教授（併任）
- 2001年12月 海洋科学技術センター（平成16年4月より独立行政法人海洋研究開発機構）、地球シミュレータセンター長
- 2002年4月 核融合科学研究所名誉教授
- 2003年4月 総合研究大学院大学名誉教授
- 2006年8月 日本学術会議連携会員
- 2009年 兵庫県立大学教授[3]

## 受賞
- 1975年5月 田中館賞（日本地球電磁気学会賞）「超高温大気プラズマ不安定性の非線形に関する研究」
- 1986年12月 仁科記念賞「散逸性磁気流体プラズマの非線形ダイナミックス」
- 1998年10月 日経サイエンスビジュアリゼーションJIP優秀賞
- 2003年6月 21世紀の偉業賞 (21st Century Achievement Awards)
- 2004年3月 東京クリエイション大賞
- 2005年7月 ドーソン賞
- 2014年7月 ベオグラード大学 名誉博士号(科学)授与